# Ancherythroculter daovantieni
Ancherythroculter daovantieni là một loài cá chép thuộc chi Ancherythroculter, được mô tả năm 1967. Đây là loài bản địa của Việt Nam.
Loài này được đặt theo tên của giáo sư, nhà sinh học Đào Văn Tiến, người có công cung cấp mẫu vật định danh của loài.